# 18 Armia Powietrzna

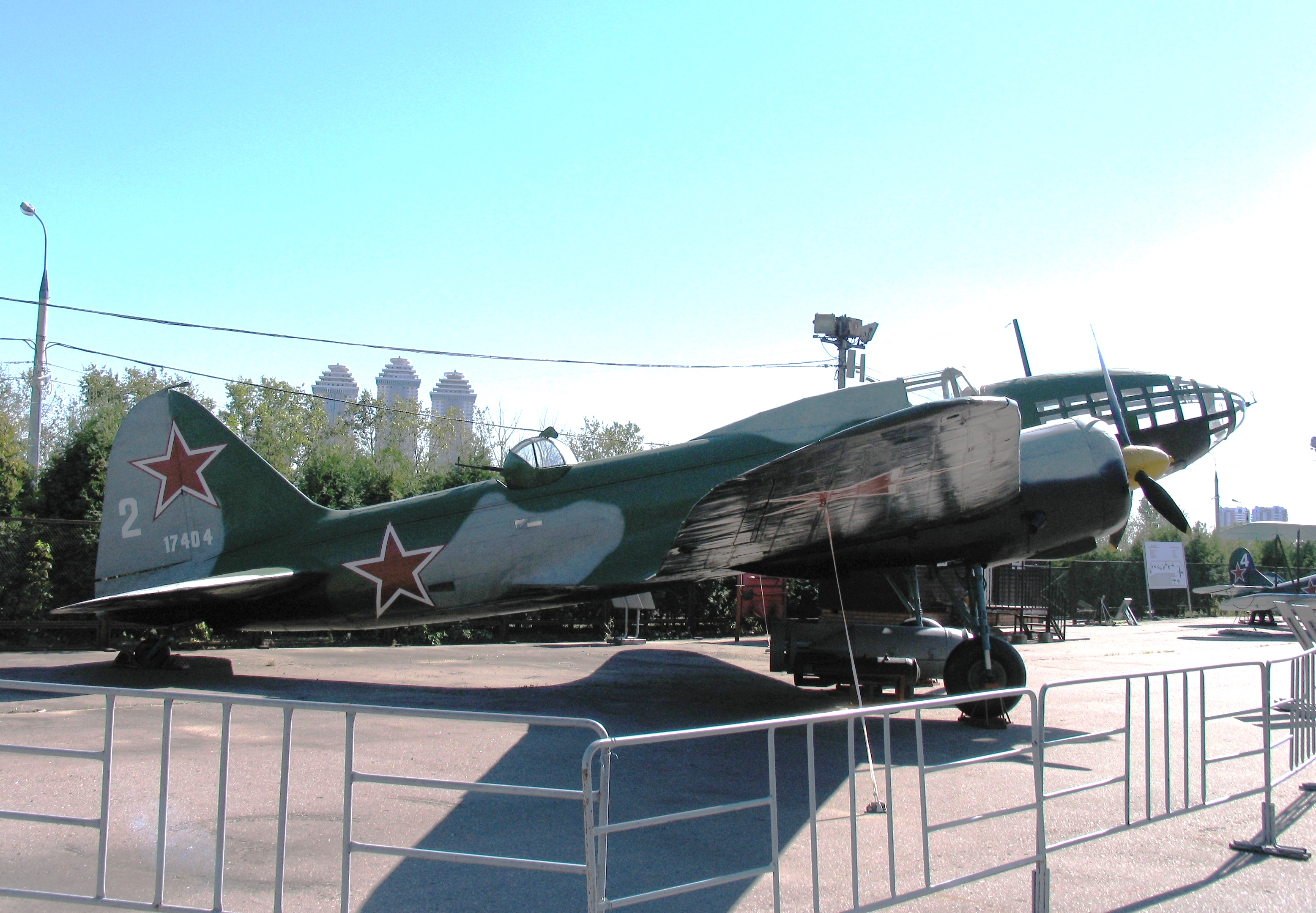
Ił-4, jeden z kilku rodzajów samolotów używanych przez 18 Armię Powietrzną

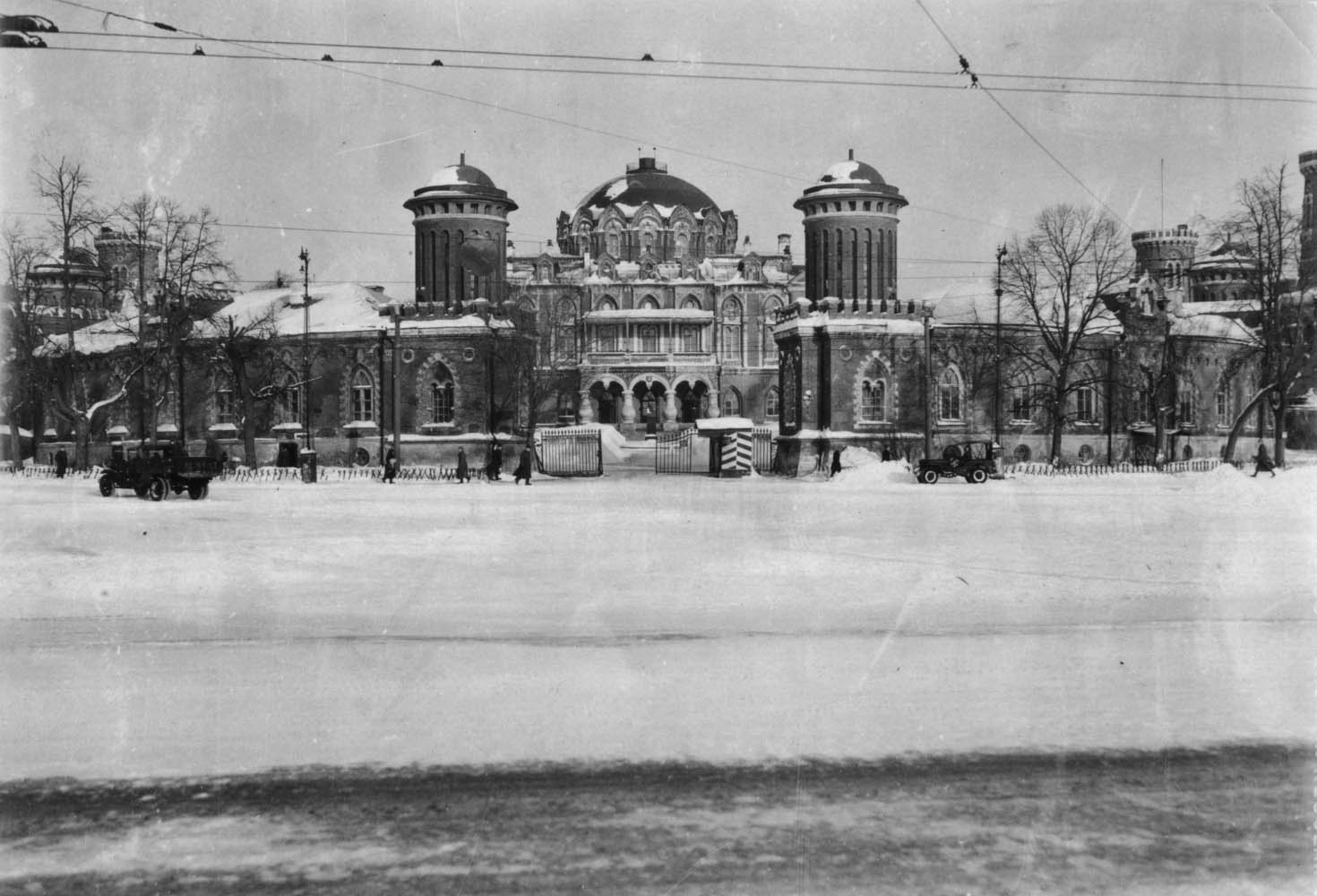
Budynek w Leningradzie w którym mieścił się sztab 18 Armii Powietrznej

18 Armia Powietrzna (ros. 18-я воздушная армия) – radziecka armia lotnicza z okresu II wojny światowej

## Historia
Armia została zorganizowana w dniu 6 grudnia 1944 na bazie istniejącego dowództwa Lotnictwa Dalekiego Zasięgu i została podporządkowana bezpośrednio Naczelnemu Dowództwu Armii Czerwonej. Według Reszetnikowa 18 Armia Lotnicza podlegała głównemu marszałkowi lotnictwa Aleksandrowi Nowikowowi. Celem organizacji tej armii było zwiększenie efektywności działania lotnictwa dalekiego zasięgu we współpracy z wojskami lądowymi. Dowództwo armii znajdowało się w Moskwie a punkt dowodzenia w Brześciu.
Po sformowaniu wzięła udział we wszystkich operacjach Armii Czerwonej na froncie z Niemcami. W okresie od stycznia do kwietnia 1945 roku uczestniczyła w nalotach na ważne węzły komunikacyjne i porty w Niemczech w ramach operacji wiślańsko-odrzańskiej, wschodniopruskiej i berlińskiej. W okresie od dnia 1 stycznia do 8 maja 1945 związki armii wykonały 19 164 lotów bojowych, w tym 13 368 – w nocy, zrzucono około 100 tys. bomb o łącznej masie 15 tys. ton. W czasie operacji berlińskiej 18 Armię Powietrzną tworzyły 1, 2, 3 i 4 Gwardyjski Korpus Lotnictwa Bombowego.
W sierpniu 1945 roku 19 Korpus Lotnictwa Dalekiego Zasięgu wchodzący w skład armii wziął udział w walkach na Dalekim Wschodzie w ramach operacji kwantuńskiej wykonując uderzenia na główne ośrodku oporu wojsk japońskich, węzły komunikacyjne i ośrodki przemysłowe w Mandżurii.
W dniu 3 kwietnia 1946 armia rozkazem Dowództwa Armii Radzieckiej została rozformowana a z jej dowództwa utworzono Dowództwo Lotnictwa Dalekiego Zasięgu Sił Powietrznych ZSRR.
Weteran Wasilij Reszetnikow opisał okres swojej służby w jednej z jednostek 18 Armii Lotniczej. W języku polskim jego wspomnienia zostały wydane w 2009 roku w publikacji o tytule: Od Barbarossy do Berlina. Radziecki pilot bombowca przeciw Luftwaffe.    

## Dowództwo
- Dowódca armii – główny marszałek lotnictwa  Aleksandr Gołowanow[6] (1944 – 1946)
- Szef sztabu armii – gen. por. Nikołaj Perminow[6] (1944 – 1946)

## Skład
- 1 Gwardyjski Korpus Lotnictwa Dalekiego Zasięgu;
- 2 Gwardyjski Korpus Lotnictwa Dalekiego Zasięgu;
- 3 Gwardyjski Korpus Lotnictwa Dalekiego Zasięgu;
- 4 Gwardyjski Korpus Lotnictwa Dalekiego Zasięgu;
- 19 Korpus Lotnictwa Dalekiego Zasięgu.